# Ecorregión terrestre del monte
La ecorregión terrestre del monte (en inglés: Argentine Monte, NT0802) es una georregión ecológica situada en las sierras y llanuras del centro-oeste y noroeste de la Argentina. Se la incluye entre los pastizales, sabanas, y matorrales templados del neotrópico de la ecozona Neotropical.
Si bien internacionalmente se unifican los dos "montes" en sólo una ecorregión: Argentine Monte (NT0802), algunos especialistas (no solo argentinos) las separan en dos.

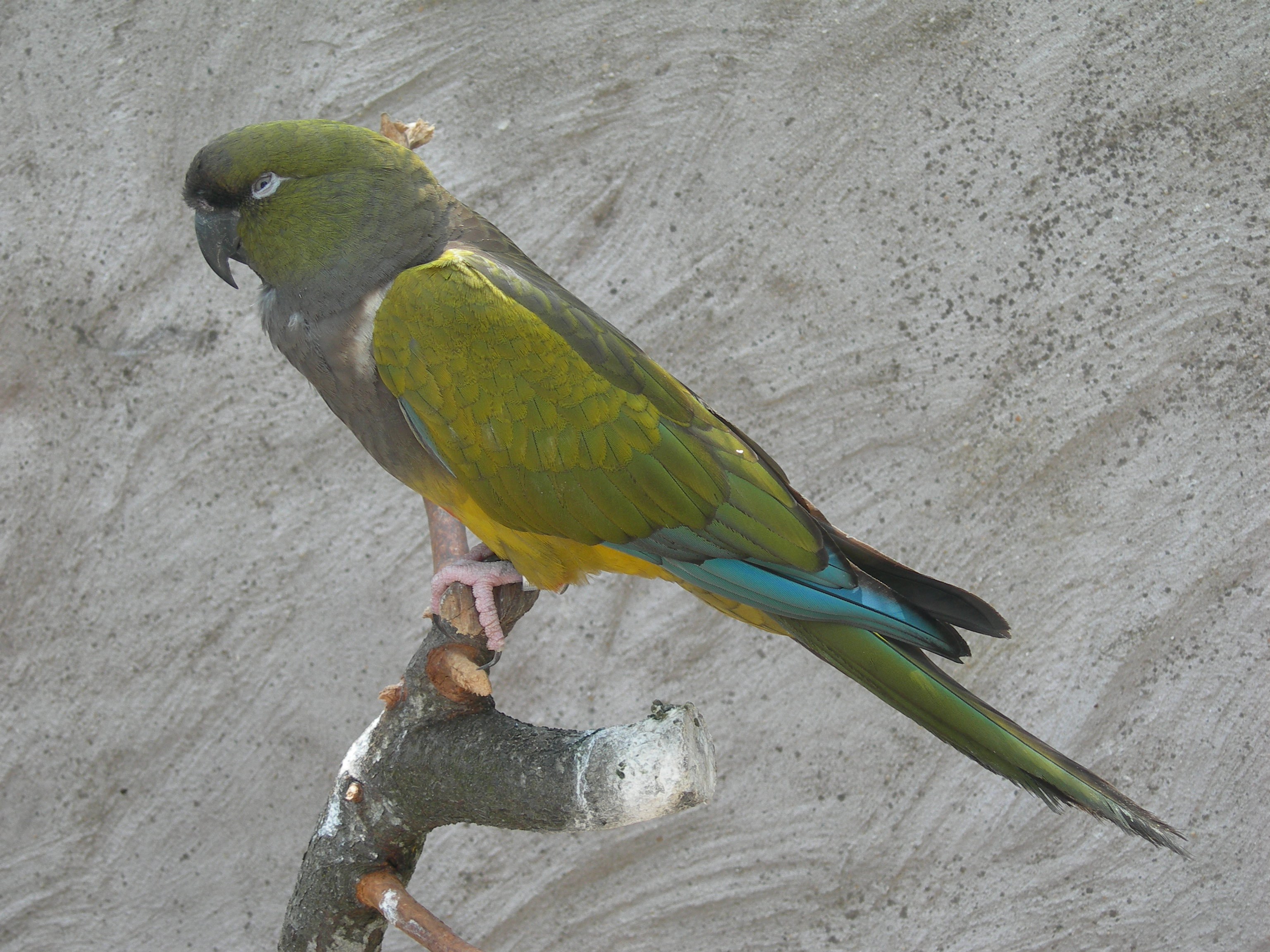
El loro barranquero es abundante en esta ecorregión.

## Distribución

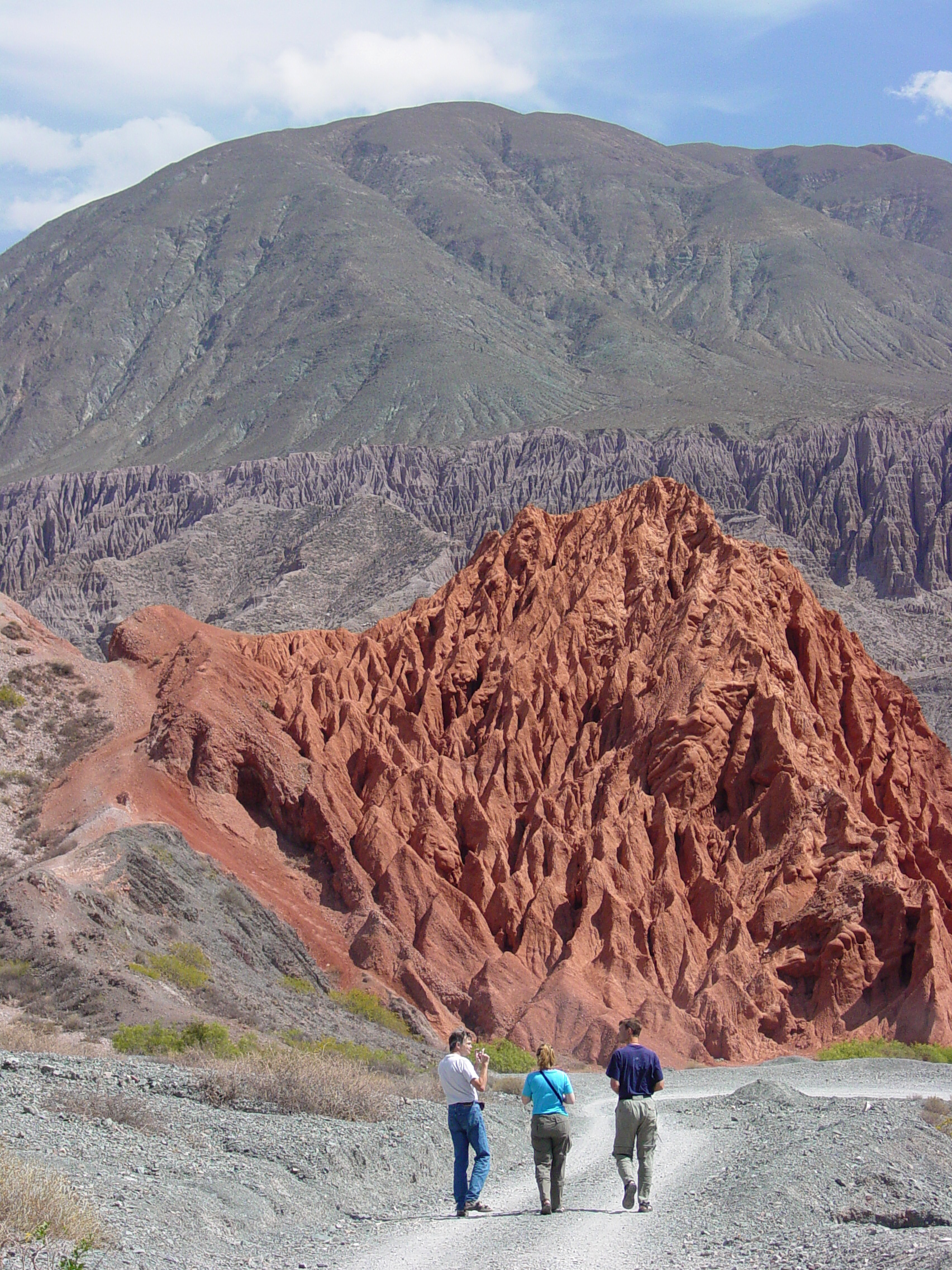
Alrededores de Purmamarca, en el sector prepuneño de esta ecorregión.

El zorro gris o chilla (Lycalopex griseus) es abundante en esta ecorregión.

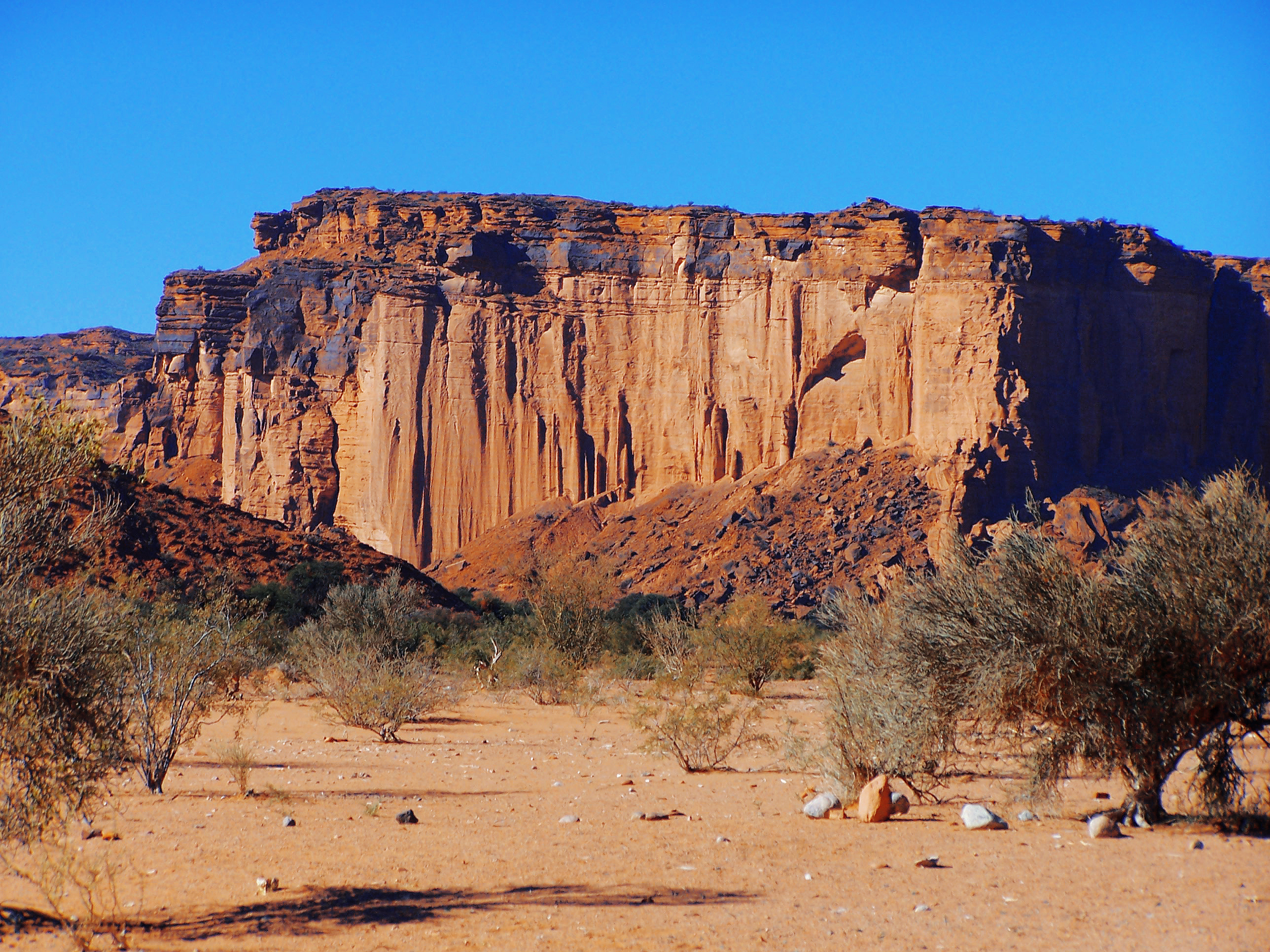
El parque nacional Talampaya se incluye en esta ecorregión.

Esta ecorregión es exclusiva de la Argentina. Bajo el concepto de ambos montes unificados, incluye el centro de Jujuy (quebrada de Humahuaca), sur de Salta, oeste de Tucumán, oeste de Catamarca, oeste de La Rioja, este de San Juan, oeste de San Luis, este de Mendoza, sur de Buenos Aires, oeste de La Pampa, este de Neuquén, gran parte del Río Negro y el noreste de Chubut.

## Características geográficas
Ocupa laderas bajas y valles longitudinales que continúan hacia el sur por cuencas cerradas (bolsones) y por valles intermontanos. El área de los bolsones se caracteriza por no contar con una red de agua permanente. Dentro de cada bolsón se distinguen distintos paisajes con vegetación y suelos característicos, como huayquerías, barriales, medanales y salares. Hacia el sur prevalecen los paisajes de llanura y extensas mesetas escalonadas con altitudes que oscilan entre el nivel del mar y los 1000 m s. n. m.
Aquí la palabra monte tiene la acepción de área forestal. La mayor parte del llamado monte en Argentina corresponde a áreas cubiertas por bosques y boscajes xerófilos (aunque en ciertos lugares, por localismo, se denomina "monte" a formaciones forestales de zona húmeda).
Definido el monte como el bioma en el cual predomina un bosque y un boscaje xerófilo es evidente que tal monte seco, o se extiende por territorios subhúmedos (por ejemplo los ubicados bajo la isohieta de los 500 mm/año) o, si no, en zonas con prolongados períodos de sequía, y, en tal sentido, el parque chaqueño occidental tiene mucho en común con el monte. Sin embargo, la definición de monte queda relegada casi siempre a la zona de la Diagonal Árida que posee suficiente humedad como para permitir la existencia de árboles y arbustos. Gran parte del monte posee tal suficiente humedad no por las precipitaciones que recibe sino por el clima continental mesotérmico: las temperaturas anuales promedio moderadas posibilitan un suficiente equilibrio hídrico como para el desarrollo de árboles o, en su defecto, arbustos, en la extensa región del monte.
Los árboles más típicos son las variedades de "algarrobo" criollo (taco, alpataco, tamarugo). En el sector septentrional (al norte del 35° S) de la región del monte se imbrincan los chañares, sin embargo una de las formaciones forestales más interesantes del monte se da en una diagonal que corre desde el sureste de la provincia de San Luis y extremo suroeste de la provincia de Córdoba atravesando el centro de la provincia de La Pampa hasta casi llegar a la zona de Bahía Blanca en el sur de la provincia de Buenos Aires: se trata del "caldenal", es decir la región en la cual prospera el caldén. Entre los arbustos se destaca el piquillín. Por otra parte, el Cuyo, en sus sierras (como la del Valle Fértil) y en sus travesías, poseía hasta inicios de siglo XX forestas en las cuales era dominante el género Prosopis. Por ejemplo, las travesías de la provincia de Mendoza poseían montes de Prosopis flexuosa, especie muy valiosa de "algarrobo" que alcanza hasta los 16 metros de altura, con excelente madera y bayas que proveen de buen alimento tanto a seres humanos como a otros animales; empero la región ha sido desmontada y en gran parte desertificada al utilizarse irracionalmente el recurso constituido por los Prosopis (por ejemplo, su uso como leña para quemar en las locomotoras a vapor).
En las Sierras de Córdoba y San Luis, los densos bosques naturales estaban constituidos principalmente por algarrobos, talas, chañares, molles, aguaribays, "cocos" (carandays Trithrinax), lapachos y, a orillas de los cursos de agua, sauces criollos. Bajo los árboles se daba una densa formación arbustiva en la que se destacaba el piquillín y el poleo.
La región del Monte ha sido la primera en sufrir la actividad depredatoria europea: si se tiene en cuenta que en el siglo XVI los Valles Calchaquíes y gran parte de los valles y laderas serranas del Noroeste y de Cuyo se encontraban cubiertos por algarrobales, el contraste es dramático: ya a inicios del siglo XX esas zonas fueron desertizadas, transformandas en páramos y desiertos. El Monte ha sido destruido en gran medida por la tala irracional, pero la tala quizás no ha sido el principal factor del desmonte, sino la introducción de caprinos, ovinos e incluso bovinos y su sobrepastoreo; en efecto: caprinos y bovinos tienden a arrancar de raíz los vegetales con que se alimentan y también tienden a ramonear las hojas, mientras que los bovinos suelen alimentarse de los brotes de especies arbóreas allí donde no encuentran pasturas.
Aunque en zonas con un régimen pluviométrico sobradamente superior a los 500 mm/año existían también formaciones forestales arbóreas (casi siempre de algarrobos) y arbustivas típicas del monte en ciertos sectores de la Pampa Húmeda. Por ejemplo, desde la Sierra de los Padres hasta casi Punta Mogotes (esto es en las adyacencias de Mar del Plata) abundaban los "currales", es decir los densos boscajes de curru mamil, mientras que en la zona pampeana húmeda de la provincia de Córdoba —también hasta casi inicios del siglo XX— se encontraban bosquecillos de chañares, algarrobos y caldenes como los Montes del Cuero (explorado por Lucio V. Mansilla y descrito someramente en su libro Viaje al país de los ranqueles), los Montes de Leones (cerca de Leones), el Monte de la Vieja, el Monte Redondo, etcétera. De tales montes apenas quedan recuerdos. Vale como un ejemplo de la deforestación sufrida por esta ecorregión lo ocurrido en la localidad cordobesa de Piquillín, donde en el año 2008 se replantaron en la misma ejemplares de piquillín, ya que habían sido extinguidos hacía décadas y los niños del lugar desconocían el origen del nombre de su población.

## Características biológicas

### Flora
Esta ecorregión se define sobre la base de la provincia fitogeográfica del monte y la totalidad de la provincia fitogeográfica prepuneña.
Dominan las jarillas, algarrobales de algarrobo dulce y algarrobo chileno, junto a otros arbustos, pero con gran biodiversidad de cactáceas (algunas de ellas de enorme tamaño en el sector septentrional), y otras especies megatérmicas, en gran parte endémicas.

### Fauna
Mamíferos

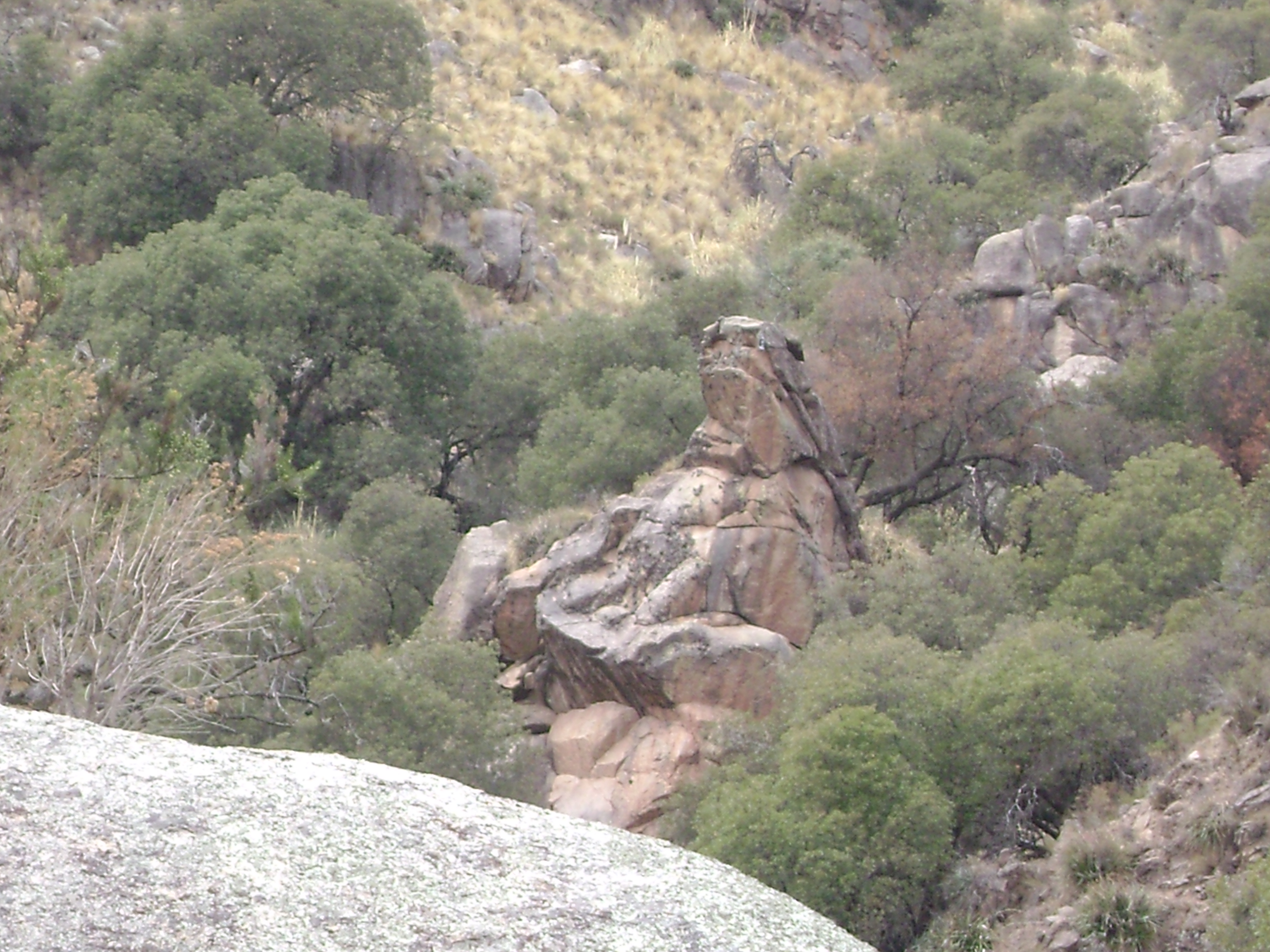
Paisaje típico de las formaciones forestales del monte

Entre las especies de mamíferos son comunes el zorro gris o chilla (Lycalopex griseus), el guanaco austral (Lama guanicoe guanicoe), el puma argentino (Puma concolor cabrerae), y variadas especies de roedores como la mara y la vizcacha.
Aves
Entre las aves más comunes se encuentran la calandria mora, el loro barranquero oscuro, el loro barranquero patagónico, la chuña de patas negras, varias rapaces, como el cóndor andino, el águila mora y el halcón peregrino; pequeñas aves como el gallito arena, el canastero rojizo, el cachalote pardo, el coludito canela, el coludito cola negra, el canastero patagónico, etcétera. Muchas especies son endemismos reproductivos del sur de esta ecorregión, migrando hacia el norte en el invierno, como la viudita chica, la monjita castaña, el gaucho chico, etcétera.
Reptiles
Entre los reptiles se encuentra la tortuga terrestre patagónica (Chelonoidis chilensis) y la tortuga terrestre chaqueña (Chelonoidis petersi).